# Chase Clement
Chase Austin Clement (né le 11 juin 1986 à San Antonio) est un joueur américain de football américain et de football canadien.

## Enfance
Il étudie à la Alamo Heights High School de San Antonio où il reçoit de nombreux honneurs régionaux dans l'équipe de football américain. Il est même nommé capitaine de celle-ci. Il fait notamment partie des équipes d'athlétisme et baseball.

## Carrière

### Université
Clement étudie à l'université Rice où il joue pour l'équipe de football américain. Lors de son passage, un duo naît entre Clement, le quarterback, ainsi que Jarett Dillard, le wide receiver. Les deux joueurs marqueront ensemble cinquante-et-un  touchdowns (record de touchdown sur un duo quarterback-receveur de la Division I-A de la NCAA). Il établit aussi un nouveau record de passe de la conférence USA.
En 2007, il est nommé dans la seconde équipe de la conférence USA après avoir affiché un pourcentage de réussite de 59,1 % à la passe, pour 3377 yards avec vingt-neuf passes pour touchdowns et seize passes interceptés. Lors de sa dernière saison, il est désigné meilleur joueur de la conférence USA de la saison et est nommé meilleur joueur du Texas Bowl 2008.

### Professionnel
Chase Clement n'est sélectionné par aucune équipe lors du draft de la NFL de 2009. Il ne reçoit aucune offre d'équipe affilié à la principale ligue du pays et se tourne vers la Ligue canadienne de football, signant un contrat le 2 juin 2009 avec les Tiger-Cats de Hamilton mais quatre jours plus tard, il est libéré. Il déclarera notamment que la LCF n'était pas pour lui.
Après cet échec en CFL, Clement reste sur les listes d'agents libres pendant une saison. Il signe en 2010 avec les Locomotives de Las Vegas, évoluant en United Football League, ligue concurrente de la National Football League. Clement débute sa première expérience de joueur comme remplaçant mais le 6 novembre 2010, l'entraîneur Jim Fassel décide de remplacer Drew Willy par Clement alors que Las Vegas perd 21-0 à la mi-temps. Clement parvient à faire remonter son équipe, marquant deux touchdowns sur des courses, à 24-24 mais finalement, les Mountain Lions de Sacramento s'impose 27-24. Après cela, Clement reste dans l'organisation offensive et Las Vegas remporte le UFL Championship Game 2010 face aux Tuskers de Floride 23-20. Clement est nommé meilleur joueur du match. La saison suivante, Clement reste titulaire au poste de quarterback et emmène son équipe pour une nouvelle finale (la troisième en trois saisons) mais cette fois-ci ça ne passe pas et Las Vegas s'incline 34-17 face aux Destroyers de Virginie.
Après la fin de la saison, la franchise de Las Vegas annonce que le contrat de Chase n'est pas renouvelé. En effet, après ces deux saisons flamboyantes en UFL, Clement commence à attirer l'attention des équipes de la NFL. Le 21 novembre 2011, il est appelé à travailler avec les Texans de Houston, confronté aux blessures des quarterbacks Matt Schaub et Matt Leinart. Néanmoins, il ne signe pas de contrat. En janvier 2012, il travaille avec les Jaguars de Jacksonville et à partir du 19 mars 2012, il commence à s'entraîner avec les 49ers de San Francisco, sans pour autant signer de contrat. En l'absence de proposition, il retourne à Las Vegas.
En mars 2013, il commence à s'entraîner avec les Blue Bombers de Winnipeg. Clement signe officiellement avec cette équipe le 8 avril 2013 mais est libéré avant le début de la saison.

## Palmarès
- Joueur offensif de l'année, au niveau lycéen, de l'Aire de San Antonio 2003 selon le San Antonio Express-News
- Seconde équipe de la Conférence USA 2007
- Meilleur joueur du Texas Bowl 2008
- Meilleur joueur de la Conférence USA 2008
- Meilleur joueur du UFL Championship Game 2010
- Vainqueur du UFL Championship Game 2010
- Joueur offensif de la première journée de la saison UFL 2011 (avec Dominic Rhodes).